# Битка при Мононгахела
Битката при Мононгахела е битка между французите и техните съюзни индиански племена и британските войски в Канада, част от тъй наречената Френска и индианска война и завършва с пълна победа на французите и техните индиански съюзници.

## Предистория
От началото на въоръжените конфликти между британските и френските войски, долината на река Охайо е арена на сериозен конфликт между противниковите страни. По разпореждане на губернатора на областта маркиз Дюкен от 1753 г. в горното течение на реката французите започват строеж на фортове. Войната започнала с изпращането на младия майор Джордж Вашингтон за командир на отряд от 150 войници със задача дострояване на започнатия форт при вливането на река Алегени в река Охайо, който по-късно е изоставен след битката при Жюмонвил Глен, и достроен от французите като форт Дюкен и предаване на плановете на френския комендант. Поради сериозната конфликтна ситуация по тези места започнала Френската и индианска война.
Скоро след тъй наречената „Афера „Жюмонвил“ или битка при Грейт Мийдоуз, британското правителство изпраща трихиляден експедиционен корпус под командването на генерал Едуард Брадок, със задача да превземе форт Дюкен и други укрепления в долината на Охайо. Брадок отказва да поддържа връзки със съюзните индиански племена и разчита основно на британските войски. В похода взема участие и Джордж Вашингтон в качеството си на адютант на Брадок. Британската армия тръгва от форт Къмбърланд и се отправя в гъста гориста местност. Но пътят в тази местност е много тесен и не може да побере масивните артилерия и обоз. По време на похода генерал Брадок разделя армията си на две части. Командирът оглавява предната колона като в същото време отрядът с артилерията и обоза (втората част) се движи отзад. Предната колона (около 1300 души) достига на 10 км от форта чрез река Мононгахела на 9 юли.

## Битка
По това време френското командване на форт Дюкен решава да устрои засада на англичаните в обграждащата форта гориста местност. За целта срещу англичаните е изпратен отряд от 800 души (от които около 600 индианци), начело с капитан Бюжо. Французите и индианците отиват на грешно място и не успяват да направят засада. По-близкият до англичаните отряд напада британския авангард, начело с Томас Гейдж.
Забелязвайки противника, британците откриват огън и убиват командира на отряда, капитан Бюжо. Индианците, незабелязали смъртта му, продължават сражението, докато по същото време около 100 французи побягват към форта. Капитан Дюма, който не може да се примири с това, оглавява остатъка от френската армия и продължава сражението. Попадайки сред жесток огън, Гейдж загубва много войници и най-накрая отстъпва. На обратния път неговия отряд се присъединява към главните сили, начело с генерал Едуард Брадок, които спешно потеглят към мястото на завързалата се битка. Въпреки че британската войска значително превъзхожда френската, войниците не са обучени във воденето на бойни действия в гористи местности и много загиват под вражеския огън. Французите и индианците успяват да обградят британците и скоро успяват да ударят във фланга и тила на противника.
Брадок, желаейки да възстанови реда, сваля войниците си от конете и ги кара да възстановят строя и да се сражават с противника. Въпреки това, британският строй в гората е неефективен и представлява великолепна мишена за французите. Британците се сражавали до смъртоносното раняване на своя командир, генерал Едуард Брадок, а по-късно отстъпват. Отстъплението скоро прераства в панически бяг и единствено това, че Джордж Вашингтон успява да събере ариергарда и да го включи в боя, спасява англичаните от пълна гибел. В битката англичаните губят над 500 души, а французите по-малко от 30.